# Русская воля
«Русская воля» — ежедневная политическая, общественная и литературная газета, издававшаяся в 1916—1917 годах в Петрограде.

## Издание
Издатель — М. М. Сыров (фактические владельцы издания — банкиры Блох и Шайкевич). Редактор — Н. Д. Смирнов. Заведующий литературной редакцией — Л. Н. Андреев. Первый номер вышел 15 декабря 1916 года. В редакционной статье говорилось об издании: 

Мы выходимъ на арену общественной работы не для личной или фракціонной перебранки, но съ надеждами и планами положительнаго творчества — для великаго дѣла служенія Родинѣ, для неустаннаго призыва къ вѣрѣ въ могучіе силы нашего народнаго духа, къ бодрости и энергіи въ борьбѣ съ внѣшнимъ врагомъ и съ тѣми темными внутренними безотвѣтственными силами, которыя пытаются создать разруху и затормозить лучшіе народные порывы.

## Структура
В газете была рубрика «Война», в которой публиковали сообщения военных корреспондентов. Существовали также политический и экономический отделы. Литературно-критический отдел издания возглавлял писатель Леонид Андреев, публиковавший в том числе свои публицистические статьи, заметки и рецензии. 

## Завершение
Газета подвергалась резкой критике большевиков и была закрыта сразу после событий октября 1917 года. Типография была передана газете «Правда».
Под названием «Русская Воля» издавался также политико-просветительный и экономический двухнедельник, выходивший в 1906—1911 годах в Тернополе, Перемышле (1908—1909) и Золочеве (1910). (Издатели — Т. Процик и М. Матвийков; редакторы — А. Стельмах, М. Ризничок, М. Крупа.)